# Telfs
Telfs est une commune autrichienne du district d'Innsbruck-Land dans le Tyrol.

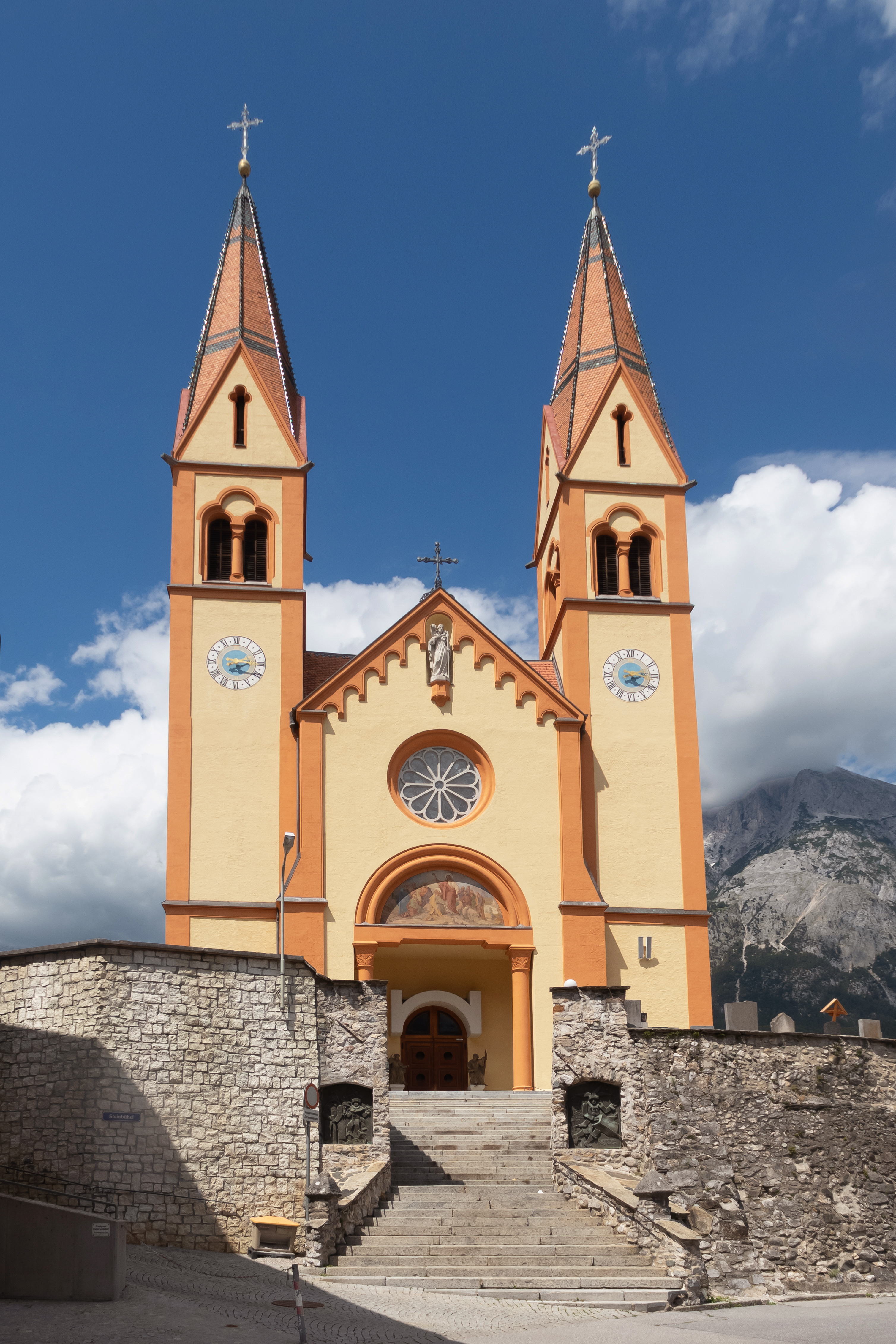
Telfs, l'église: Pfarrkirche Sankt Peter und Paul

## Économie
Le groupe Liebherr dispose d'une usine à Telfs.

## Galerie

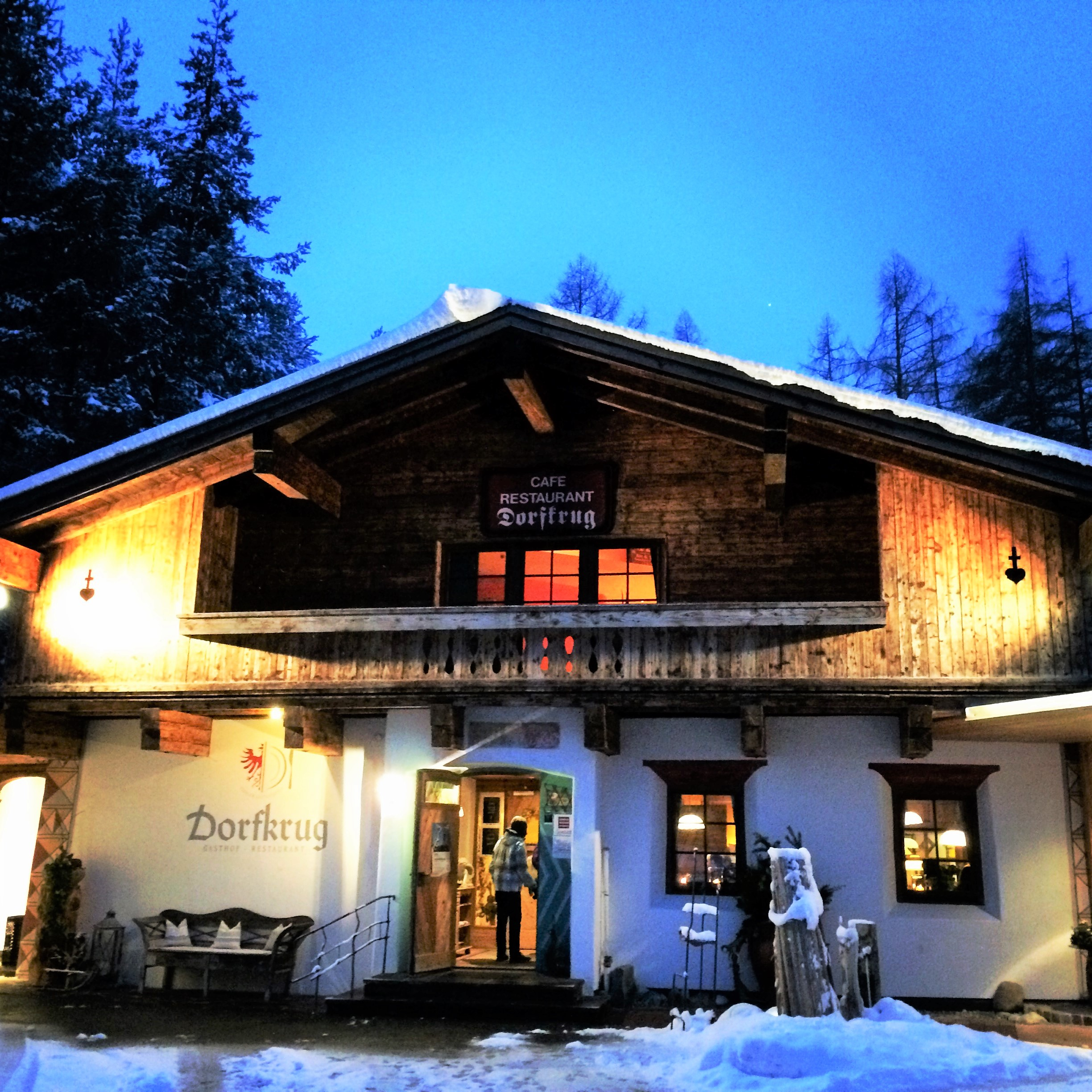
Le célèbre restaurant Dorfkrug dans le hameau de Mösern
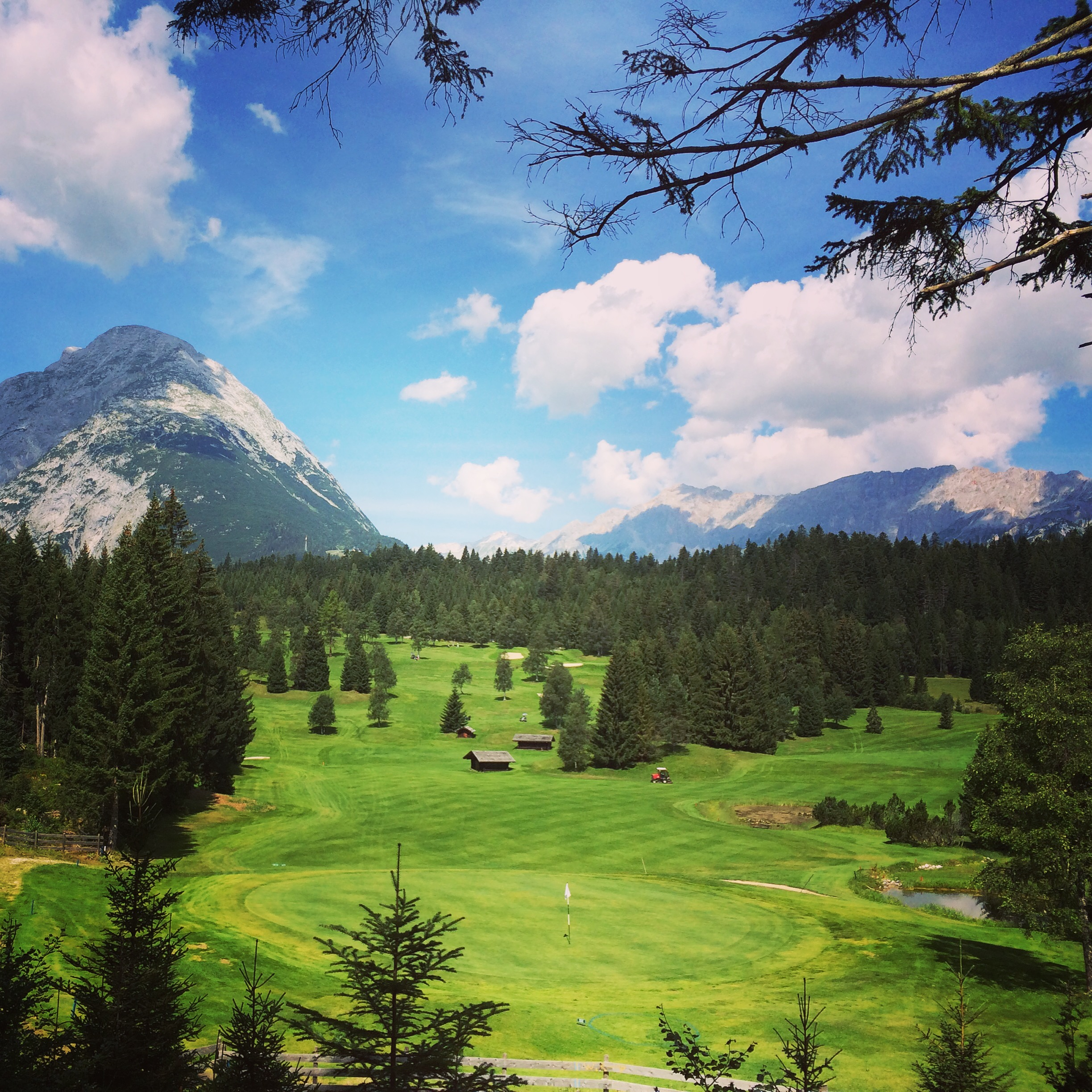
Le Golfplatz dans le hameau de Mösern
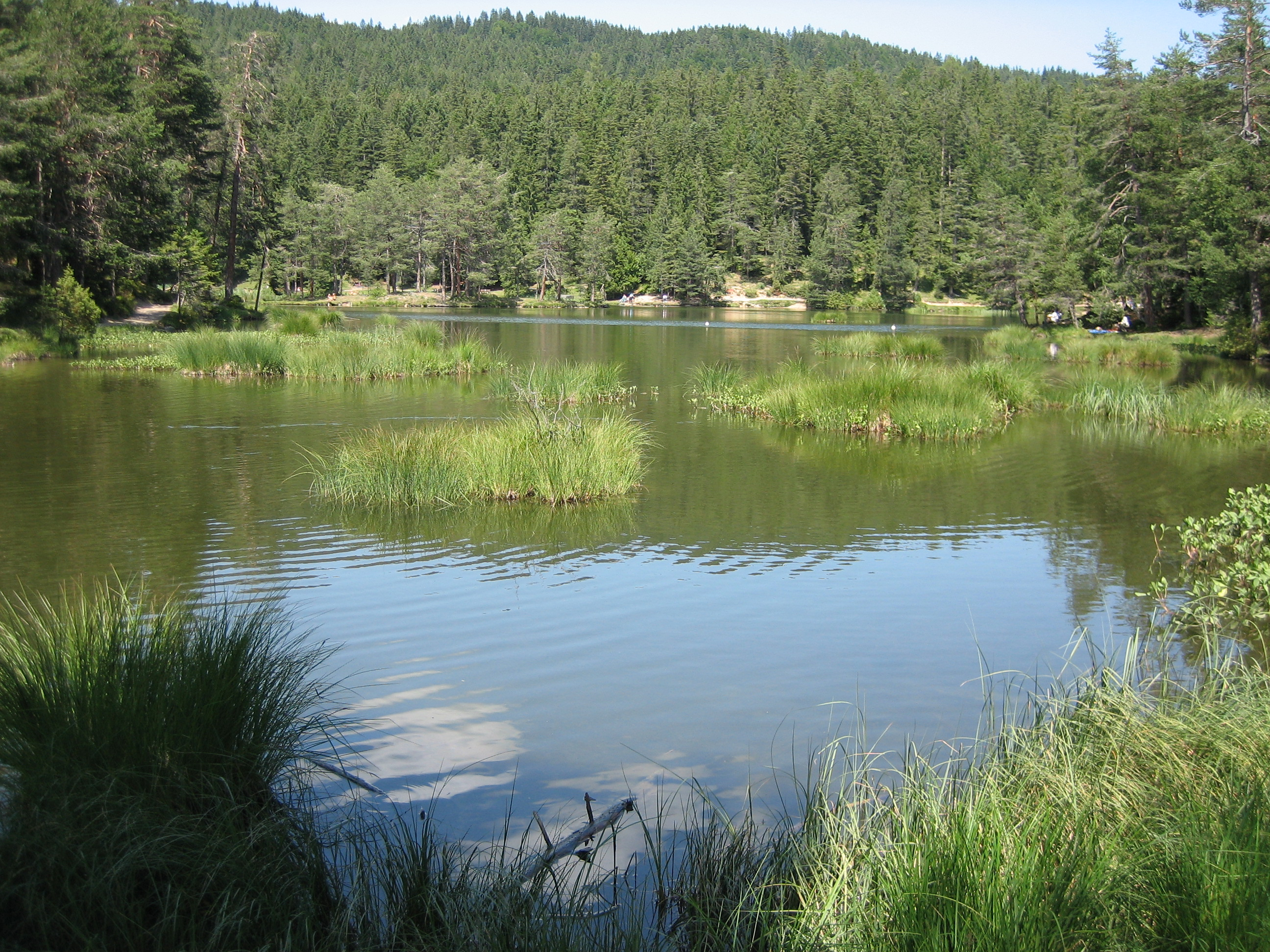
Le lac Möserer See à Mösern
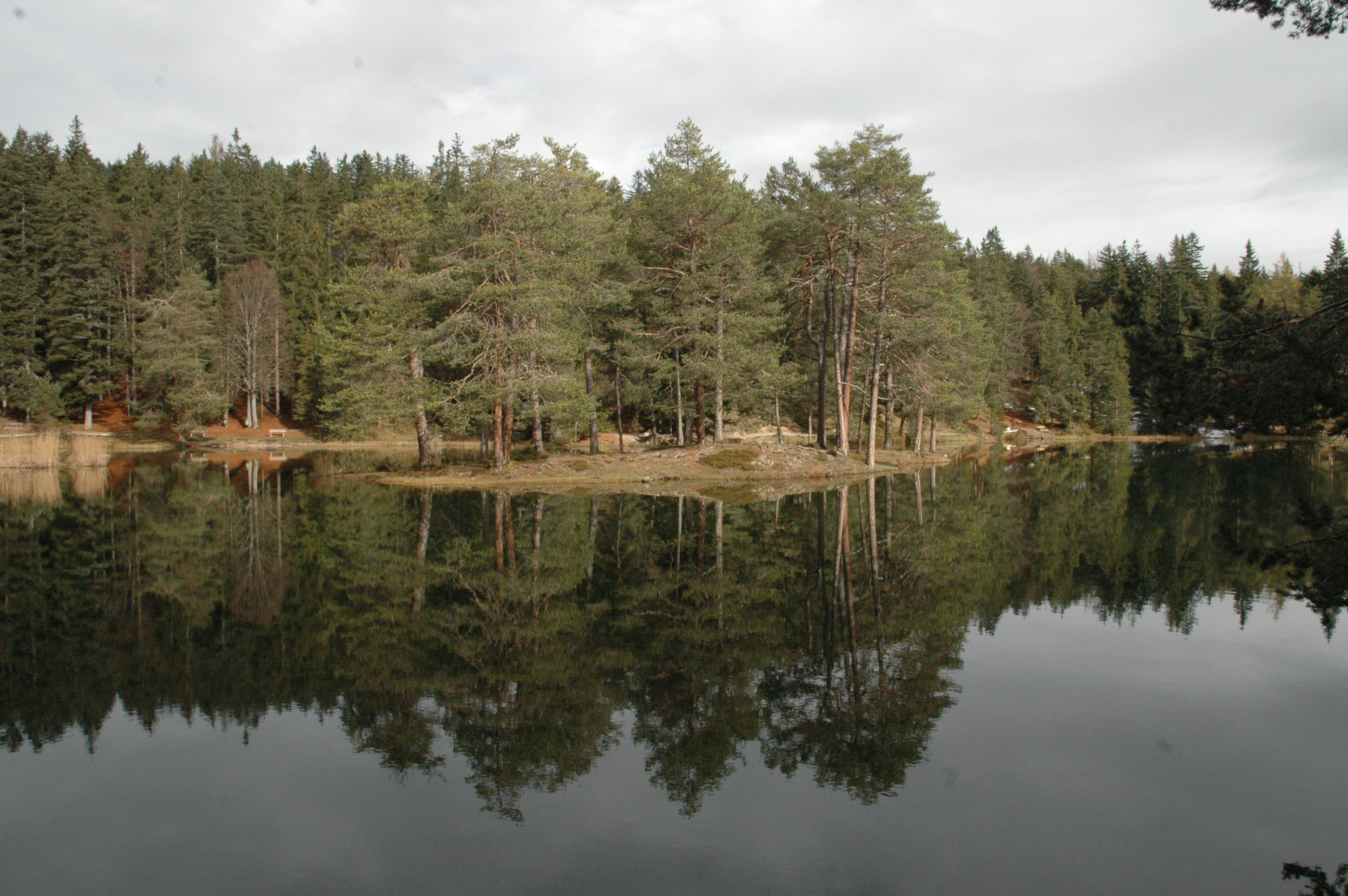
Le lac Möserer See aux couleurs d'automne